# Hagelbergs distrikt
Hagelbergs distrikt är ett distrikt i Skövde kommun och Västra Götalands län. 
Distriktet ligger sydost om Skövde. 

## Tidigare administrativ tillhörighet
Distriktet inrättades 2016 och utgörs av socknen Hagelberg i Skövde kommun.
Området motsvarar den omfattning Hagelbergs församling hade vid årsskiftet 1999/2000.